# 이경여 선생 묘 및 신도비
이경여 선생 묘 및 신도비는 대한민국 경기도 포천시 내촌면 음현리에 있다. 1986년 4월 9일 포천시의 향토유적 제8호로 지정되었다.

## 개요
이경여(李敬輿, 1585~1657)선생의 자는 직부, 호는 백강, 본관은 전주이며, 조선 중기의 문신으로 고위 관직을 두루 거쳐 재상인 영의정을 지냈다. 시문에 능하고 글씨에도 뛰어났으며 저서로 「백강집(白江集」을 남겼다.
묘는 부인 정경부인 풍천 임씨(豊川任氏) 와 합장묘로 조성되어 있고 묘 앞에는 상석, 향로석, 묘비 좌우에는 문인석, 망주석, 동자상이 각각 배치되어 있다.
신도비는 1669년(현종 10)에 건립된 것으로 비문은 송시열이 짓고, 심익현이 글씨를 썼으며 김만중이 전자를 썼다.

## 같이 보기
- 이경여